# うたの☆プリンスさまっ♪のディスコグラフィ
うたの☆プリンスさまっ♪のディスコグラフィでは、ブロッコリーから発売された恋愛アドベンチャーゲーム『うたの☆プリンスさまっ♪』シリーズ及び、それを元にしたテレビアニメに関連するCD作品について記述する。

## アニメ主題歌・劇中歌
アニメの主題歌・劇中歌として発売されたシングル。このグループに属する作品は、ブロッコリーではなくキングレコードからの発売となっている。

### 宮野真守
オープニングテーマはゲーム版から引き続き、全作品を一ノ瀬トキヤ役の宮野真守が担当している。
| シリーズ     | 発売日         | タイトル   | 規格    | 規格品番  | 最高位 | 備考                |
| ------------ | -------------- | ---------- | ------- | --------- | ------ | ------------------- |
| 第1期        | 2011年7月13日  | オルフェ   | CD 12cm | KICM-1344 | 10位   |                     |
| 第2期        | 2013年4月10日  | カノン     | CD 12cm | KICM-1439 | 3位    |                     |
| 第3期        | 2015年4月15日  | シャイン   | CD 12cm | KICM-1584 | 3位    | デイリー1位を獲得。 |
| 第4期        | 2016年10月12日 | テンペスト | CD 12cm | KICM-1718 | 6位    |                     |
| 劇場版第一作 | 2019年5月29日  | アンコール | CD 12cm | KICM-1947 | 8位    |                     |

### ST☆RISH
アニメの劇中で結成されたユニット。メンバーは一十木音也（寺島拓篤）、聖川真斗（鈴村健一）、四ノ宮那月（谷山紀章）、一ノ瀬トキヤ（宮野真守）、神宮寺レン（諏訪部順一）、来栖翔（下野紘）の6人。第2期終盤から愛島セシル（鳥海浩輔）が加わり7人となった。
4thシングルまでは全てエンディングテーマの担当となっており、タイトルは各シリーズのタイトルと同じものが使われている。5thシングルでは初めて劇中歌のシングルとして発売され、タイトルも独立したものになっている。
|     | シリーズ      | 発売日        | タイトル                       | 規格    | 規格品番  | 最高位 | 備考                                        |
| --- | ------------- | ------------- | ------------------------------ | ------- | --------- | ------ | ------------------------------------------- |
| 1st | 第1期         | 2011年7月20日 | マジLOVE1000%                  | CD 12cm | KICM-3234 | 7位    | 2011年度アニメシングルキャラソン部門年間1位 |
| 2nd | 第2期         | 2013年4月24日 | マジLOVE2000%                  | CD 12cm | KICM-3254 | 3位    | 2013年度アニメシングルキャラソン部門年間1位 |
| 3rd | 第3期         | 2015年4月8日  | マジLOVEレボリューションズ     | CD 12cm | KICM-3287 | 3位    | デイリー1位を獲得。                         |
| 4th | 第4期         | 2016年10月5日 | マジLOVEレジェンドスター       | CD 12cm | KICM-3317 | 7位    |                                             |
| 5th | 劇場版 第一作 | 2018年2月14日 | ウルトラブラスト               | CD 12cm | KICM-3335 | 2位    | ファンミーティングチケット応募券付属        |
| 6th | 劇場版 第二作 | 2022年4月6日  | マジLOVEスターリッシュツアーズ | CD 12cm | KICM-3370 | 4位    | 公開記念舞台挨拶応募券付属                  |

### QUARTET NIGHT
シャイニング事務所の先輩グループ。メンバーは寿嶺二（森久保祥太郎）、黒崎蘭丸（鈴木達央）、美風藍（蒼井翔太）、カミュ（前野智昭）の4人。
|     | 発売日         | タイトル               | 規格      | 規格品番  | 最高位 | 備考                                                     |
| --- | -------------- | ---------------------- | --------- | --------- | ------ | -------------------------------------------------------- |
| 1st | 2015年6月24日  | エボリューション・イヴ | CD 12cmCD | KICM-3288 | 3位    | c/w「The dice are cast」はオープニングテーマとして使用。 |
| 2nd | 2016年12月21日 | God's S.T.A.R.         | CD 12cmCD | KICM-3318 | 1位    | ライブチケット応募券付属                                 |
| 3rd | 2018年8月1日   | FLY TO THE FUTURE      | CD 12cmCD | KICM-3336 | 2位    | ライブチケット応募券付属 キャラ名義最高初動              |
| 4th | 2024年12月25日 | TABOO NIGHT XXXX       | CD 12cmCD | KICM-3382 | 2位    | 公開記念舞台挨拶応募券付属                               |

### HE★VENS
レイジングエンターテインメントに所属するグループ。メンバーは鳳瑛一（緑川光）、皇綺羅（小野大輔）、帝ナギ（代永翼）の3人。3期第13話で鳳瑛二（内田雄馬）、桐生院ヴァン（高橋英則）、日向大和（木村良平）、天草シオン（山下大輝）が新メンバーとして加入し、7人となった。
|     | 発売日         | タイトル                             | 規格    | 規格品番  | 最高位 | 備考 |
| --- | -------------- | ------------------------------------ | ------- | --------- | ------ | ---- |
| 1st | 2016年12月28日 | 不滅のインフェルノ                   | CD 12cm | KICM-3319 | 4位    |      |
| 2nd | 2019年4月3日   | 愛を捧げよ ～the secret Shangri-la～ | CD 12cm | KICM-3337 | 12位   |      |

## アイドルソングシリーズ
アニメ第1期放送以降主力となったキャラクターソングシリーズ。これまでのキャラクターソングと同様、ブロッコリーからの発売。アニメ第1期～第4期の挿入歌として発売されたシリーズは、いずれも7週連続リリースを敢行している。カップリング曲にはゲーム版の挿入歌が収録されているケースもあり、たとえば、マジLOVE1000% アイドルソングの一十木音也の場合、『うたの☆プリンスさまっ♪ Debut』の挿入歌である「Over the Rainbow」が収録されている
また、アニメシリーズとは別にゲーム版アイドルソングの「All Star」シリーズも存在。こちらはいずれも先輩4人のシングルとなっており、いずれも1ヶ月おきに連続リリースされた。

## Shiningシリーズ
グループの枠を超えたST☆RISHとQUARTET NIGHTのメンバー11人、さらにHE★VENSを加えた18人で歌うシリーズ。

### Shining All Star CD
2012年7月25日発売。ディスクジャケットには一十木音也、聖川真斗、四ノ宮那月、一ノ瀬トキヤ、神宮寺レン、来栖翔、愛島セシルが描かれている。イラストは工画堂スタジオによる描き下ろし。
初回封入特典として「うたの☆プリンスさまっ♪シャッフルユニットプロジェクト参加券」が同梱されており、本アンケートの結果を元に「うたの☆プリンスさまっ♪ Shuffle Unit CD」の歌唱キャラクターが決定された。
チャート成績
2012年8月6日付オリコン週間シングルチャートで推定売上枚数約3.5万枚を売り上げ、初登場5位を記録した。デイリーチャートでは7月26日、7月27日、7月28日付で最高位の4位、2012年7月度の月間チャートで18位を獲得。推定売上枚数は4.0万枚を記録した。
2012年8月6日付のBillboard JAPAN HOT 100で11位、Billboard JAPAN Hot Singles Salesで4位、Billboard JAPAN Hot Animation、Billboard JAPAN Top Independent Albums and Singlesで首位を獲得した。
2012年7月27日放送分のミュージックステーション内のMステ パワーランキングで6位を獲得。『うたの☆プリンスさまっ♪』関連のCD作品が同ランキングにランクインするのは初。また、2012年7月23日から7月29日調査分のサウンドスキャンの週間シングルCDソフトTOP20では5位、2012年8月4日放送分のCOUNT DOWN TV内のThis Week's TOP 100で6位を獲得した。
収録曲
1. RAINBOW☆DREAM [5:19]
歌：一十木音也（寺島拓篤）、聖川真斗（鈴村健一）、四ノ宮那月（谷山紀章）、一ノ瀬トキヤ（宮野真守）、神宮寺レン（諏訪部順一）、来栖翔（下野紘）、愛島セシル（鳥海浩輔）
作詞：上松範康、作曲・編曲：藤間仁
  - PSPゲーム『うたの☆プリンスさまっ♪ All Star』レインボールート挿入歌
2. QUARTET★NIGHT [4:42]
歌：寿嶺二（森久保祥太郎）、黒崎蘭丸（鈴木達央）、美風藍（蒼井翔太）、カミュ（前野智昭）
作詞：上松範康、作曲・編曲：菊田大介
  - PSPゲーム『うたの☆プリンスさまっ♪ All Star』主題歌
3. RAINBOW☆DREAM（off vocal）
4. QUARTET★NIGHT（off vocal）

### Shining All Star CD2
3年ぶりにリリースされた第2弾。2015年9月30日にブロッコリーから発売された。ディスクジャケットには一十木音也、聖川真斗、四ノ宮那月、一ノ瀬トキヤ、神宮寺レン、来栖翔、愛島セシルが描かれている。イラストは工画堂スタジオによる描き下ろし。
初回封入特典として「アイドルメッセージカード」1枚（全11種）がランダムで封入されている。
チャート成績
9月29日付のオリコンデイリーランキングでは4位にランクインし、10月2日付では1位を獲得。『うたの☆プリンスさまっ♪』の作品の首位獲得は「マジLOVEレボリューションズ」以来、6ヶ月ぶりとなった。10月12日付のオリコン週間ランキングでは前作を上回る初動3.7万枚で週間5位にランクインした。
サウンドスキャンの週間ランキングでは2作連続となる1位を獲得した。
収録曲
1. 天空のミラクルスター
歌：一十木音也（寺島拓篤）、聖川真斗（鈴村健一）、四ノ宮那月（谷山紀章）、一ノ瀬トキヤ（宮野真守）、神宮寺レン（諏訪部順一）、来栖翔（下野紘）、愛島セシル（鳥海浩輔）
作詞：上松範康、作曲：菊田大介、編曲：喜多智弘
2. Starlight Memory
歌：寿嶺二（森久保祥太郎）、黒崎蘭丸（鈴木達央）、美風藍（蒼井翔太）、カミュ（前野智昭）
作詞：上松範康、作曲・編曲：藤間仁
3. 天空のミラクルスター（off vocal）
4. Starlight Memory（off vocal）

### Shining All Star CD3
6年ぶりにリリースされた第3弾。2021年8月25日にブロッコリーから発売された。通常盤の他に、アイドルが1人ずつ描かれたジャケット写真が使われている初回限定盤（全11種）が発売された。
初回封入特典として、「アイドルメッセージカード」1枚（全11種）がランダムで封入されている。
収録曲
1. Grateful friends, Graceful ways
歌：一十木音也（寺島拓篤）、聖川真斗（鈴村健一）、四ノ宮那月（谷山紀章）、一ノ瀬トキヤ（宮野真守）、神宮寺レン（諏訪部順一）、来栖翔（下野紘）、愛島セシル（鳥海浩輔）
作詞：RUCCA、作曲：笠井雄太、編曲：笠井雄太、日高勇輝
2. Ready Steady Race!
歌：寿嶺二（森久保祥太郎）、黒崎蘭丸（鈴木達央）、美風藍（蒼井翔太）、カミュ（前野智昭）
作詞：RUCCA、作曲・編曲：菊田大介
3. Grateful friends, Graceful ways（off vocal）
4. Ready Steady Race!（off vocal）

### Shining Dream CD
イベント「Shining Dream Festa」のテーマソング。2016年8月17日にブロッコリーから発売された。衣装デザインは丸山敬太が担当し、ディスクジャケットはリバーシブルとなっている。
シングルは初回限定盤と通常盤の2種類が発売され、初回限定盤には、LPサイズ仕様の「シャイニングドリームコレクションシート」が封入される。
チャート成績
8月16日付のオリコンデイリーランキングでは4位にランクインし、8月18日付では3位を獲得。8月29日付のオリコン週間ランキングでは初動3.5万枚で週間6位にランクインした。アニメ週間チャートにおいては、デイリーランキングで大きくリードしていた東京パフォーマンスドールの「純愛カオス」をわずか900枚差で逆転し、うたプリとしては「エボリューション・イヴ」以来となる1位を獲得した。
収録曲
1. DAY DREAM
歌：DAY DREAM（一十木音也（寺島拓篤）、四ノ宮那月（谷山紀章）、神宮寺レン（諏訪部順一）、来栖翔（下野紘）、寿嶺二（森久保祥太郎）、黒崎蘭丸（鈴木達央））
作詞：上松範康、作曲：藤間仁、編曲：岩橋星実
2. NIGHT DREAM
歌：NIGHT DREAM（聖川真斗（鈴村健一）、一ノ瀬トキヤ（宮野真守）、愛島セシル（鳥海浩輔）、美風藍（蒼井翔太）、カミュ（前野智昭））
作詞：上松範康、作曲：藤田淳平、編曲：藤永龍太郎
3. DAY DREAM（off vocal）
4. NIGHT DREAM（off vocal）

### Shining Live テーマソングCD
2017年11月15日発売。収録曲はスマートフォンゲーム『うたの☆プリンスさまっ♪ Shining Live』の主題歌。「初回限定盤～Shining☆Romance ver.～」、「初回限定盤～FORCE LIVE ver.～」、「通常盤」の3形態でのリリース。各初回盤にはミュージックビデオが収録されたDVDが同梱されている。2017年11月11日に本作の発売記念イベントが池袋サンシャインシティで開催された。
収録曲
（全作詞：上松範康）
CD
1. Shining☆Romance [4:56]
歌：一十木音也（寺島拓篤）、聖川真斗（鈴村健一）、四ノ宮那月（谷山紀章）、一ノ瀬トキヤ（宮野真守）、神宮寺レン（諏訪部順一）、来栖翔（下野紘）愛島 セシル（鳥海浩輔）
作曲：上松範康、編曲：藤間仁
キラキラでキャッチーなラブソング[16]。
スマートフォンゲーム『うたの☆プリンスさまっ♪ Shining Live』主題歌
2. FORCE LIVE [3:58]
歌：寿嶺二（森久保祥太郎）、黒崎蘭丸（鈴木達央）、美風藍（蒼井翔太）、カミュ（前野智昭）
作曲・編曲：藤田淳平
スマートフォンゲーム『うたの☆プリンスさまっ♪ Shining Live』主題歌
ダンサブルな力強い曲[16]。
3. Shining☆Romance（off vocal）
4. FORCE LIVE（off vocal）

DVD
初回限定盤～Shining☆Romance ver.～
1. 「Shining☆Romance」
2. 「Shining☆Romance」～Extra Edition～

初回限定盤～FORCE LIVE ver.
1. FORCE LIVE
2. 「FORCE LIVE」～Extra Edition～

スタッフ・クレジット
藤間仁 – ギター（#1）
奈良悠樹 - ギター（#2）

### Eternal Song CD「雪月花」
2018年11月21日発売。パッケージは「雪」「月」「花」の3パターンに分かれており、各チーム別のジャケットビジュアルとMVの世界観設定、アイドルのコメントや制作秘話等が掲載された8Pブックレットが同梱されている。Ver. SNOWは真斗、トキヤ、カミュ、Ver. MOONは那月、セシル、嶺二、藍、Ver. FLOWERは音也、レン、翔、蘭丸となっている。
付属のDVDには、丸山敬太がデザインした衣装を着用したMVが収録されている。
2018年9月8日、9日にイベント「うたの☆プリンスさまっ♪ 雪月花 Eternal Moment」が開催された。会場でしか聞くことが出来ない場内放送が収録されている「Memorial CD」が同梱された「雪月花 Eternal Moment Memorial Set」が同会場内で発売された。
収録曲
CD
1. 雪月花
歌：一十木音也（寺島拓篤）、聖川真斗（鈴村健一）、四ノ宮那月（谷山紀章）、一ノ瀬トキヤ（宮野真守）、神宮寺レン（諏訪部順一）、来栖翔（下野紘）、愛島セシル（鳥海浩輔）、寿嶺二（森久保祥太郎）、黒崎蘭丸（鈴木達央）、美風藍（蒼井翔太）、カミュ（前野智昭）
作詞・作曲：上松範康、編曲：藤間仁
2. 雪月花（off vocal）

DVD
1. 雪月花

### Shining Live テーマソングCD2
2019年8月28日発売。アプリ「うたの☆プリンスさまっ♪ Shining Live」リリース2周年を記念した新テーマソングCD。
収録曲
1. WONDER☆RONDO
歌：一十木音也（寺島拓篤）、聖川真斗（鈴村健一）、四ノ宮那月（谷山紀章）、一ノ瀬トキヤ（宮野真守）、神宮寺レン（諏訪部順一）、来栖翔（下野紘）、愛島セシル（鳥海浩輔）
作詞・作曲：上松範康、編曲：菊田大介
2. DANCING OVER NIGHT
歌：寿嶺二（森久保祥太郎）、黒崎蘭丸（鈴木達央）、美風藍（蒼井翔太）、カミュ（前野智昭）
作詞・作曲：上松範康、編曲：藤田淳平
3. WONDER☆RONDO (off vocal)
4. DANCING OVER NIGHT (off vocal)

### Another World～WHITE&BLACK～ テーマソングCD
2020年4月15日発売。Gallery AaMoにて開催されたスペシャルイベント「Another World～WHITE＆BLACK～」のテーマソング。総勢11人をシャッフルした今回限りのスペシャルユニット2組が歌唱している楽曲が収録されている。
収録曲
1. WHITE GRAVITY
歌：聖川真斗（鈴村健一）、四ノ宮那月（谷山紀章）、来栖翔（下野紘）、愛島セシル（鳥海浩輔）、美風藍（蒼井翔太）、カミュ（前野智昭）
作詞：RUCCA、作曲・編曲：菊田大介
2. BLACK DEJAVU
歌：一十木音也（寺島拓篤）、一ノ瀬トキヤ（宮野真守）、神宮寺レン（諏訪部順一）、寿嶺二（森久保祥太郎）、黒崎蘭丸（鈴木達央）
作詞：RUCCA、作曲・編曲：編曲：竹田祐介
3. WHITE GRAVITY (off vocal)
4. BLACK DEJAVU (off vocal)

### SUPER STAR/THIS IS…!/Genesis HE★VENS
2020年9月16日発売。『うたの☆プリンスさまっ♪』の10周年を記念して製作されたトリプルA面シングル。「ST☆RISH盤」「QUARTET NIGHT盤」「HE★VENS盤」の3形態でのリリース。各初回盤には各ユニットごとのアイドルメッセージカード（3形態合計全18種）がランダムで同梱されている。
チャート成績
2020年9月15日付のオリコンデイリーランキングでは1.1万枚を売り上げて3位にランクインし、翌日の9月16日付では1.1万枚を売り上げて2位にランクアップした。その後も6日連続でデイリー3位以内をキープし、2020年9月28日付のオリコン週間ランキングでは初動3.1万枚で週間3位にランクインした。
収録曲
| 出典： |                                  |            |          |          |               |
| #      | タイトル                         | 作詞       | 作曲     | 編曲     | 歌唱者        |
| 1.     | 「SUPER STAR」                   | 上松範康   | 上松範康 | 岩橋星実 | ST☆RISH       |
| 2.     | 「THIS IS…!」                    | 上松範康   | 菊田大介 | 菊田大介 | QUARTET NIGHT |
| 3.     | 「Genesis HE★VENS」              | 織田あすか | 藤間仁   | 藤間仁   | HE★VENS       |
| 4.     | 「SUPER STAR（off vocal）」      |            |          |          |               |
| 5.     | 「THIS IS…!（off vocal）」       |            |          |          |               |
| 6.     | 「Genesis HE★VENS（off vocal）」 |            |          |          |               |

### 10th Anniversary CD
2021年6月2日発売。うたの☆プリンスさまっ♪10周年を記念したCD。ST☆RISH、QUARTET NIGHT、HE★VENS の3パターンで展開されており、それぞれのMVが収録されたDVDが付属されている。衣装は丸山敬太がデザインを担当した。
初回製造分では特殊加工仕様に加え、アイドルの直筆サインが入ったCD盤面が当たるキャンペーンが実施された。
収録曲
1. STAR WISH
歌：一十木音也（寺島拓篤）、聖川真斗（鈴村健一）、四ノ宮那月（谷山紀章）、一ノ瀬トキヤ（宮野真守）、神宮寺レン（諏訪部順一）、来栖翔（下野紘）、愛島セシル（鳥海浩輔）
作詞・作曲：上松範康、編曲：菊田大介
2. QUARTET CROWN
歌：寿嶺二（森久保祥太郎）、黒崎蘭丸（鈴木達央）、美風藍（蒼井翔太）、カミュ（前野智昭）
作詞：上松範康、作曲：上松範康・藤田淳平、編曲：藤田淳平
3. ENDLESS SCORE
歌：鳳瑛一（緑川光）、皇綺羅（小野大輔）、帝ナギ（代永翼）、鳳瑛二（内田雄馬）、桐生院ヴァン（高橋英則）、日向大和（木村良平）、天草シオン（山下大輝）
作詞：織田あすか、作曲：上松範康、編曲：藤間仁
4. STAR WISH (off vocal)
5. QUARTET CROWN (off vocal)
6. ENDLESS SCORE (off vocal)

DVD
初回限定盤〜ST☆RISH Ver.〜
1. STAR WISH Music Video

初回限定盤〜QUARTET NIGHT Ver.〜
1. QUARTET CROWN Music Video

初回限定盤〜HE★VENS Ver.〜
1. ENDLESS SCORE Music Video

### Shining Live 5th Anniversary CD
2022年12月7日発売。アプリ「うたの☆プリンスさまっ♪ Shining Live」リリース5周年を記念したテーマソングCD。初回限定盤・通常盤共通のCDには、「うたの☆プリンスさまっ♪ Shining Live」歴代のテーマソング、5周年を記念した新曲3曲に加え、「Shining☆Romance」「FORCE LIVE」の「Anniversary Rearrange」、「WONDER☆RONDO」「DANCING OVER NIGHT」の「Xmas Rearrange」が収録。
収録曲
1. Shining☆Romance
歌：一十木音也（寺島拓篤）、聖川真斗（鈴村健一）、四ノ宮那月（谷山紀章）、一ノ瀬トキヤ（宮野真守）、神宮寺レン（諏訪部順一）、来栖翔（下野紘）愛島 セシル（鳥海浩輔）
作詞・作曲：上松範康、編曲：藤間仁
2. FORCE LIVE
歌：寿嶺二（森久保祥太郎）、黒崎蘭丸（鈴木達央）、美風藍（蒼井翔太）、カミュ（前野智昭）
作詞：上松範康、作曲・編曲：藤田淳平
3. WONDER☆RONDO
歌：一十木音也（寺島拓篤）、聖川真斗（鈴村健一）、四ノ宮那月（谷山紀章）、一ノ瀬トキヤ（宮野真守）、神宮寺レン（諏訪部順一）、来栖翔（下野紘）、愛島セシル（鳥海浩輔）
作詞・作曲：上松範康、編曲：菊田大介
4. DANCING OVER NIGHT
歌：寿嶺二（森久保祥太郎）、黒崎蘭丸（鈴木達央）、美風藍（蒼井翔太）、カミュ（前野智昭）
作詞・作曲：上松範康、編曲：藤田淳平
5. Sunshine melody
歌：一十木音也（寺島拓篤）、来栖翔（下野紘）、黒崎蘭丸（鈴木達央）
作詞・作曲：上松範康、作曲・編曲：菊田大介
6. Stars From Microcosmos
歌：四ノ宮那月（谷山紀章）、一ノ瀬トキヤ（宮野真守）、神宮寺レン（諏訪部順一）、美風藍（蒼井翔太）
作詞：RUCCA、作曲：上松範康、編曲：都丸椋太
7. 月に夢　哀にあなた
歌：聖川真斗（鈴村健一）、愛島セシル（鳥海浩輔）、寿嶺二（森久保祥太郎）、カミュ（前野智昭）
作詞：RUCCA、作曲：上松範康、編曲：竹田祐介
8. Shining☆Romance (Anniversary Rearrange)
歌：一十木音也（寺島拓篤）、聖川真斗（鈴村健一）、四ノ宮那月（谷山紀章）、一ノ瀬トキヤ（宮野真守）、神宮寺レン（諏訪部順一）、来栖翔（下野紘）、愛島セシル（鳥海浩輔）
作詞・作曲：上松範康、編曲：日高勇輝
9. FORCE LIVE (Anniversary Rearrange)
歌：寿嶺二（森久保祥太郎）、黒崎蘭丸（鈴木達央）、美風藍（蒼井翔太）、カミュ（前野智昭）
作詞：上松範康、作曲：藤田淳平、編曲：Seonoo Kim
10. WONDER☆RONDO (Xmas Rearrange)
歌：一十木音也（寺島拓篤）、聖川真斗（鈴村健一）、四ノ宮那月（谷山紀章）、一ノ瀬トキヤ（宮野真守）、神宮寺レン（諏訪部順一）、来栖翔（下野紘）、愛島セシル（鳥海浩輔）
作詞・作曲：上松範康、編曲：堀川大翼
11. DANCING OVER NIGHT (Xmas Rearrange)
歌：寿嶺二（森久保祥太郎）、黒崎蘭丸（鈴木達央）、美風藍（蒼井翔太）、カミュ（前野智昭）
作詞：上松範康、作曲：藤田淳平、編曲：日高勇輝
12. Sunshine melody (off vocal)
13. Stars From Microcosmos (off vocal)
14. 月に夢　哀にあなた (off vocal)

## Shining Birthday Song
2022年6月24日に原作ゲーム第一作目の発売から12周年を迎えた記念プロジェクトの1つとして発表された。各アイドルの誕生日0時より、それぞれのソロ楽曲をデジタル配信でリリース。各アイドルのソロ楽曲11曲に加え、さらにアイドル11人による新曲1曲が収録されるアルバムも発売。

### 一十木音也
2022年4月11日0時よりデジタル配信が開始。
1. LOVE SONG FOR YOU
歌：一十木音也（寺島拓篤）
作詞：Spirit Garden、作曲・編曲：藤田淳平

### 四ノ宮那月
2022年6月9日0時よりデジタル配信が開始。
1. Moon Rain
歌：四ノ宮那月（谷山紀章）
作詞：Spirit Garden、作曲・編曲：菊田大介

### 来栖翔
2022年6月9日0時よりデジタル配信が開始。
1. Let's Be Happy
歌：来栖翔（下野紘）
作詞：Spirit Garden、作曲：藤田淳平、編曲：藤田淳平/笠井雄太

### 寿嶺二
2022年7月13日0時よりデジタル配信が開始。
1. Natural Identity
歌：寿嶺二（森久保祥太郎）
作詞：Spirit Garden、作曲・編曲：菊田大介

### 一ノ瀬トキヤ
2022年8月6日0時よりデジタル配信が開始。
1. Intimate Distance
歌：一ノ瀬トキヤ（宮野真守）
作詞：Spirit Garden、作曲：上松範康、編曲：菊田大介

### 黒崎蘭丸
2022年9月29日0時よりデジタル配信が開始。
1. Simple
歌：黒崎蘭丸（鈴木達央）
作詞：Spirit Garden、作曲・編曲：藤田淳平

### 愛島セシル
2022年10月31日0時よりデジタル配信が開始。
1. Clear Sky Message
歌：愛島セシル（鳥海浩輔）
作詞：Spirit Garden、作曲・編曲：藤間仁

### 聖川真斗
2022年12月29日0時よりデジタル配信が開始。
1. All yours
歌：聖川真斗（鈴村健一）
作詞：Spirit Garden、作曲・編曲：藤間仁

### カミュ
2023年1月23日0時よりデジタル配信が開始。
1. Floating Labyrinth
歌：カミュ（前野智昭）
作詞：Spirit Garden、作曲・編曲：菊田大介

### 神宮寺レン
2023年2月14日0時よりデジタル配信が開始。
1. Alive in yours
歌：神宮寺レン（諏訪部順一）
作詞：Spirit Garden、作曲・編曲：藤間仁

### 美風藍
2023年3月1日0時よりデジタル配信が開始。
1. FLAKE HEART
歌：美風藍（蒼井翔太）
作詞：Spirit Garden、作曲：上松範康、編曲：藤田淳平

## キャラクターソング
上記シリーズを除くゲーム版のキャラクターソング。「オーディションソング」「ハッピーラブソング」等が発売された。

### オーディションソング
オーディションソング（1）
収録曲
1. TRUST☆MY DREAM [4:15]
歌：一十木音也（寺島拓篤）
作詞：上松範康、作曲・編曲：中山真斗
  - PSPゲーム『うたの☆プリンスさまっ♪ Repeat』 CMソング、音也ルート挿入歌
2. BELIEVE☆MY VOICE [4:49]
歌：一ノ瀬トキヤ（宮野真守）
作詞・作曲：上松範康、編曲：菊田大介
  - PSPゲーム『うたの☆プリンスさまっ♪ Repeat』トキヤルート挿入歌
  - テレビアニメ『うたの☆プリンスさまっ♪ マジLOVE1000%』9話挿入歌
3. TRUST☆MY DREAM（off vocal）
4. BELIEVE☆MY VOICE（off vocal）

オーディションソング（2）
収録曲
（全作詞：Bee’、全作曲・編曲：藤間仁）
1. 騎士のKissは雪より優しく [5:36]
歌：聖川真斗（鈴村健一）
  - PSPゲーム『うたの☆プリンスさまっ♪ Repeat』真斗ルート挿入歌
2. 悪魔のKissは炎より激しく [4:05]
歌：神宮寺レン（諏訪部順一）
  - PSPゲーム『うたの☆プリンスさまっ♪ Repeat』レンルート挿入歌
3. 騎士のKissは雪より優しく（off vocal）
4. 悪魔のKissは炎より激しく（off vocal）

オーディションソング（3）
収録曲
1. サザンクロス恋唄 [4:16]
歌：四ノ宮那月（谷山紀章）
作詞：上松範康、作曲・編曲：菊田大介
  - PSPゲーム『うたの☆プリンスさまっ♪ Repeat』那月ルート挿入歌
2. オレサマ愛歌 [3:36]
歌：来栖翔（下野紘）
作詞：Bee’、作曲・編曲：藤田淳平
  - PSPゲーム『うたの☆プリンスさまっ♪ Repeat』翔ルート挿入歌
3. サザンクロス恋唄（off vocal）
4. オレサマ愛歌（off vocal）

オーディションソング（4）
後にテレビアニメ『うたの☆プリンスさまっ♪ マジLOVE1000%』の4話と7話にて楽曲の一部が使用された。
収録曲
1. 永遠のトライスター [4:20]
歌：Aクラス（一十木音也（寺島拓篤）、聖川真斗（鈴村健一）、四ノ宮那月（谷山紀章））
作詞：上松範康、作曲：藤田淳平、編曲：菊田大介
  - PSPゲーム『うたの☆プリンスさまっ♪ Repeat』挿入歌
2. 無限のトリニティ [4:01]
歌：Sクラス（一ノ瀬トキヤ（宮野真守）、神宮寺レン（諏訪部順一）、来栖翔（下野紘））
作詞：Bee’、作曲：上松範康、編曲：藤田淳平
  - PSPゲーム『うたの☆プリンスさまっ♪ Repeat』挿入歌
3. 永遠のトライスター（off vocal）
4. 無限のトリニティ（off vocal）

### ハッピーラブソング
ハッピーラブソング（1）
収録曲
1. 虹色☆OVER DRIVE! [4:54]
歌：一十木音也（寺島拓篤）
作詞：上松範康、作曲・編曲：中山真斗
  - PSPゲーム『うたの☆プリンスさまっ♪ -Amazing Aria-』『うたの☆プリンスさまっ♪ -Sweet Serenade-』PVソング
  - PSPゲーム『うたの☆プリンスさまっ♪ -Amazing Aria-』音也ルート挿入歌
2. 星屑☆Shall we dance? [5:14]
歌：一ノ瀬トキヤ（宮野真守）
作詞・作曲：上松範康、編曲：菊田大介
  - PSPゲーム『うたの☆プリンスさまっ♪ -Sweet Serenade-』トキヤルート挿入歌
3. 虹色☆OVER DRIVE!（off vocal）
4. 星屑☆Shall we dance?（off vocal）

ハッピーラブソング（2）
収録曲
（全作詞： Bee’、全作曲・編曲：藤間仁）
1. BLUE×PRISM HEART [4:15]
歌：聖川真斗（鈴村健一）
  - PSPゲーム『うたの☆プリンスさまっ♪ -Amazing Aria-』真斗ルート挿入歌
2. RED HOT×LOVE MINDS [4:18]
歌：神宮寺レン（諏訪部順一）
  - PSPゲーム『うたの☆プリンスさまっ♪ -Sweet Serenade-』レンルート挿入歌
3. BLUE×PRISM HEART（off vocal）
4. RED HOT×LOVE MINDS（off vocal）

ハッピーラブソング（3）
収録曲
1. アンドロメダでクチヅケを [3:59]
歌：四ノ宮那月（谷山紀章）
作詞：上松範康、作曲・編曲：菊田大介
  - PSPゲーム『うたの☆プリンスさまっ♪ -Amazing Aria-』那月ルート挿入歌
2. コズミックRUNNER [4:03]
歌：来栖翔（下野紘）
作詞：Bee’、作曲・編曲：藤田淳平
  - PSPゲーム『うたの☆プリンスさまっ♪ -Sweet Serenade-』翔ルート挿入歌
3. アンドロメダでクチヅケを（off vocal）
4. コズミックRUNNER（off vocal）

### ファンディスク主題歌
AAディスク
『うたの☆プリンスさまっ♪ -Amazing Aria-』の主題歌「AMAZING LOVE」、オーディオドラマが収録されている。ディスクジャケットには一十木音也、聖川真斗、四ノ宮那月が描かれている。
収録曲
1. AMAZING LOVE
歌：一十木音也（寺島拓篤）、聖川真斗（鈴村健一）、四ノ宮那月（谷山紀章）
作詞：Bee'、作曲・編曲：藤田淳平
  - PSPゲーム『うたの☆プリンスさまっ♪ -Amazing Aria-』主題歌
  - PSPゲーム『うたの☆プリンスさまっ♪ -Sweet Serenade-』林檎ルート挿入歌
2. バラエティトークレッスン（Aクラス オーディオドラマ）
3. AMAZING LOVE（off vocal）

SSディスク
『うたの☆プリンスさまっ♪ -Sweet Serenade-』の主題歌「熱情 SERENADE」、オーディオドラマが収録されている。ディスクジャケットには一ノ瀬トキヤ、神宮寺レン、来栖翔が描かれている。
収録曲
1. 熱情 SERENADE
歌：一ノ瀬トキヤ（宮野真守）、神宮寺レン（諏訪部順一）、来栖翔（下野紘）
作詞：Bee'、作曲：上松範康、編曲：母里治樹
  - PSPゲーム『うたの☆プリンスさまっ♪ -Sweet Serenade-』主題歌、龍也ルート挿入歌
2. サイコロトーク（Sクラス オーディオドラマ）
3. 熱情 SERENADE（off vocal）

### デュエットCD 嶺二&蘭丸／藍&カミュ
2012年9月26日発売。
収録曲
1. RISE AGAIN
歌：寿嶺二（森久保祥太郎）、黒崎蘭丸（鈴木達央）
作詞：上松範康、作曲・編曲：藤田淳平
  - PSPゲーム『うたの☆プリンスさまっ♪ All Star』龍也ルート挿入歌
2. 月明かりのDEAREST
歌：美風藍（蒼井翔太）、カミュ（前野智昭）
作詞：上松範康、作曲・編曲：菊田大介
  - PSPゲーム『うたの☆プリンスさまっ♪ All Star』林檎ルート挿入歌
3. RISE AGAIN（off vocal）
4. 月明かりのDEAREST（off vocal）

## ドラマCD

### うたの☆プリンスさまっ♪ ドラマCD Vol.1
『うたの☆プリンスさまっ♪』の初のドラマCDであり、音也、真斗、那月、トキヤ、レン、翔が早乙女学園に入学する前の出来事が描かれている。
ディスクジャケットには、音也、真斗、那月が描かれている。イラストはキャラクターデザインを手掛けた倉花千夏の書き下ろし。
オリコン週間アルバムチャートでは176位を獲得。
収録内容
1. オリエンテーリング!?
2. 巨大迷路でGO!
3. 落とし穴だよ人生は
4. メリーさんを探せ
5. ダンシングあっちむいてほい
6. フレンドシップ

### キャラクタードラマCD
早乙女学園の入寮準備のストーリーであり、音也とトキヤ、真斗とレン、那月と翔の各部屋の話が収録されている。2010年3月31日から5月26日まで3ヶ月連続でリリースされた。
それぞれ内容は違うが3枚共通で、1トラック目と3トラック目のタイトルは「初めての学生寮」、「心をひとつに」になっている。
ディスクジャケットには、それぞれフィーチャーされているキャラクター2人が描かれている。イラストはキャラクターデザインを手掛けた倉花千夏の書き下ろし。
オリコン週間アルバムチャートではそれぞれ176位、187位、181位を獲得。
音也&トキヤ
1. 初めての学生寮
2. 俺達の部屋!
3. 心をひとつに

真斗&レン
1. 初めての学生寮
2. 気になる電話
3. 心をひとつに

那月&翔
1. 初めての学生寮
2. ルームシェア
3. 心をひとつに

### デュエットドラマCD
ストーリーは課題で各メンバーとデュエット曲を製作するというもの。2トラック目には製作したデュエット曲が収録されている。
ディスクジャケットには、それぞれフィーチャーされているキャラクター2人が描かれている。イラストはファンディスクイラスト担当の工画堂書き下ろし。
那月&翔
収録曲
1. 遊園地でラブソングを [16:35]
2. GO!×2ジェットコースター [4:12]
作詞：上松範康（Elements Garden）、作曲・編曲：藤間仁（Elements Garden）
3. ずっと仲良し [2:14]
4. GO!×2ジェットコースター（off vocal）

真斗&レン
収録曲
1. Recording concerto [13:26]
2. DOUBLE WISH [4:33]
作詞：Bee'、作曲・編曲：母里治樹（Elements Garden）
3. Love and Friendship [3:10]
4. DOUBLE WISH（off vocal）

音也&トキヤ
収録曲
1. 寮でのふたり [12:11]
2. ROULETTE [4:07]
作詞：上松範康（Elements Garden）、作曲・編曲：藤田淳平（Elements Garden）
3. ケンカするほど仲がいい? [1:48]
4. ROULETTE（off vocal）

### ユニットドラマCD
『うたの☆プリンスさまっ♪ Debut』のドラマCD。同ゲームからの新キャラクターと既存のキャラクターのユニットソングとドラマが収録されている。ユニットソングは同ゲームの挿入歌として使用された。初回封入特典として先輩キャラクターのアイドルプロフィールカードが封入されている。
ドラマパートの内容は先輩キャラクターと既存のキャラクターによる懇親会の様子が描かれている。
ディスクジャケットは、イラストはキャラクターデザインを手掛けた倉花千夏の書き下ろし。

#### カミュ&セシル
2011年11月7日付のオリコン週間アルバムチャートでは13位を獲得。初動売上は0.6万枚を記録した。デイリーチャートでは11月25日付で4位、11月26日付で3位、10月27日付で8位を獲得し3日連続でデイリーチャートTOP10入りをした。また、2011年10月度のオリコン月間アニメチャートで8位を獲得した。
2011年11月7日付のBillboard JAPAN Top Albumsで11位、サウンドスキャンの週間アルバムランキングでは8位を獲得した。
収録曲
1. NorthWind and SunShine [3:42]
作詞：RUCCA、作曲・編曲：中山真斗（Elements Garden）
  - PSPゲーム『うたの☆プリンスさまっ♪ Debut』挿入歌
2. オーディオドラマ 王子と伯爵 [11:53]
3. オーディオドラマ ぬるめのミルクと甘いコーヒー [7:55]
4. オーディオドラマ 2人縄跳びと絆創膏 [10:11]
5. NorthWind and SunShine（off vocal）

#### 藍&那月&翔
2011年11月21日付のオリコン週間アルバムチャートで7位を獲得。初動売上は0.8万枚を記録した。デイリーチャートでは11月8日付で6位、11月9日付で5位、11月10日付で8位、11月12日付で10位を獲得し合計4日間デイリーチャートTOP10入りをした。また、2011年11月度の月間アニメチャートで5位を獲得した。
2011年11月21日付のBillboard JAPAN Top Albumsで7位、Billboard JAPAN Top Independent Album and Singlesで首位を獲得した。また、2011年11月7日から11月13日調査分のサウンドスキャンの週間アルバムCDソフトTOP20では8位を獲得した。
収録曲
1. Triangle Beat [3:03]
作詞：上松範康、（Elements Garden）、作曲・編曲：藤間仁（Elements Garden）
  - PSPゲーム『うたの☆プリンスさまっ♪ Debut』挿入歌
2. オーディオドラマ 藍はキツくて那月はこない [8:21]
3. オーディオドラマ 藍は器用でクリームは甘い [12:56]
4. オーディオドラマ 藍は鋭くて紅茶は高い [6:21]
5. Triangle Beat（off vocal）

#### 蘭丸&真斗&レン
2011年12月12日付のオリコン週間アルバムチャートで16位を獲得。デイリーチャートでは11月29日付で最高位の9位を獲得した。同日付のBillboard JAPAN Top Albumsで15位、Billboard JAPAN Top Independent Albums and Singlesで首位を獲得した。また、2011年11月28日から12月4日調査分のサウンドスキャンの週間アルバムCDソフトTOP20では20位を獲得した。
収録曲
1. Dream more than Love [3:42]
作詞：RUCCA、作曲・編曲：藤田淳平（Elements Garden）
  - PSPゲーム『うたの☆プリンスさまっ♪ Debut』挿入歌
2. オーディオドラマ 連れ去られて山奥。そしてBBQ。 [11:53]
3. オーディオドラマ 焼ける肉、飛ぶ虫。そしてロック。 [7:55]
4. オーディオドラマ 消える食材。そして先輩後輩。 [10:11]
5. Dream more than Love（off vocal）

#### 嶺二&音也&トキヤ
2011年12月12日付のオリコン週間アルバムチャートで14位を獲得。初動売上は1.0万枚を記録した。デイリーチャートでは12月21日付で最高位の9位を獲得した。同日付のBillboard JAPAN Top Albumsで14位、Billboard JAPAN Top Independent Albums and Singlesで首位を獲得した。また、2011年12月19日から12月25日調査分のサウンドスキャンの週間アルバムCDソフトTOP20では16位を獲得した。
収録曲
1. ガムシャラROman☆Tic [4:26]
作詞：上松範康（Elements Garden）、作曲・編曲：菊田大介（Elements Garden）
  - PSPゲーム『うたの☆プリンスさまっ♪ Debut』挿入歌
2. オーディオドラマ 忘れてた...... [9:16]
3. オーディオドラマ マラカス漫談 [12:27]
4. オーディオドラマ 最後の王様 [3:18]
5. ガムシャラROman☆Tic（off vocal）

### シャッフルユニットCD
ディスクジャケットのイラストは工画堂スタジオによる描き下ろし。初回生産分のみ、描き下ろしパッケージイラストを使用した「シャッフルユニットICカードステッカー」が封入される。

#### 嶺二&音也
2012年11月14日発売。
収録曲
1. Hyper×Super×Lover☆
作詞：RUCCA 、作曲：菊田大介（Elements Garden）、編曲：藤田淳平（Elements Garden）
2. オーディオドラマ 若さゆえの食欲!?
3. オーディオドラマ 愛のシャイニング劇場「抜け駆けは許さないっ！」
4. オーディオドラマ 愛のシャイニング劇場「どっちが良かった？」
5. Hyper×Super×Lover☆（off vocal）

#### 蘭丸&セシル
2012年11月28日発売。
収録曲
1. 恋色センチメンタル
作詞・作曲：上松範康（Elements Garden）、編曲：菊田大介（Elements Garden）
2. オーディオドラマ 芸能界上下関係・虎の巻
3. オーディオドラマ 愛のシャイニング劇場「三人一緒」
4. オーディオドラマ 愛のシャイニング劇場「この愛は…譲れない」
5. 恋色センチメンタル（off vocal）

#### 藍&真斗&翔
2012年12月12日発売。
収録曲
1. Beautiful Love
作詞：RUCCA 、作曲：藤田淳平（Elements Garden）、編曲：藤間仁（Elements Garden）
2. オーディオドラマ 意見収集
3. オーディオドラマ 愛のシャイニング劇場「気になる彼女」
4. オーディオドラマ 愛のシャイニング劇場「そういうこと！？」
5. Beautiful Love（off vocal）

#### カミュ&レン
2012年12月26日発売。
収録曲
1. Baby! My strawberry!
作詞：RUCCA 、作曲：中山真斗（Elements Garden）、編曲：菊田大介（Elements Garden）
2. オーディオドラマ 2人の恋愛観
3. オーディオドラマ 愛のシャイニング劇場「甘く魅惑的なストロベリー」
4. オーディオドラマ 愛のシャイニング劇場「2人からのアプローチ」
5. Baby! My strawberry!（off vocal）

#### 那月&トキヤ
2013年1月9日発売。
1月8日付のデイリーチャートでは1位にランクイン。うたプリの関連CDで初の首位獲得となった。
収録曲
1. Still Still Still
作詞：RUCCA 、作曲：藤間仁（Elements Garden）、編曲：中山真斗（Elements Garden）
2. オーディオドラマ 振り回されるトキヤ
3. オーディオドラマ 愛のシャイニング劇場「雨」
4. オーディオドラマ 愛のシャイニング劇場「素敵な思い出」
5. Still Still Still（off vocal）

### 劇団シャイニング
シャイニング事務所所属アイドルによる演劇の公演とそのテーマソングを収録したドラマCD。いずれも初回限定盤と通常盤の2パターンで発売され、初回限定盤にはブックレットとして舞台台本が収録されている。
3枚全てがオリコン週間ランキングチャートで2位、週間アニメアルバムチャート1位を獲得。月間アニメチャートでも3枚全てが1位を獲得した。累計売上も3枚全てが4万枚を超えるなど、ドラマCDとしては異例となる驚異的なセールスを記録した。
また、2017年には舞台化された（詳細はうたの☆プリンスさまっ♪#舞台を参照）。

#### マスカレイドミラージュ
第1弾公演。マスカレイドをテーマとした公演を収録している。また、2017年9月から10月まで今作品を原作とする舞台「マスカレイドミラージュ」が上演予定。
チャート成績
2013年12月24日付のオリコンデイリーランキングでは3位にランクイン。2014年1月6日付のオリコン週間ランキングでは初動3.6万枚でうたプリ作品としては最高記録となる週間2位にランクインした。
サウンドスキャンの週間ランキング、およびビルボードのTop Albumsにおいても2位を獲得した。
収録曲
1. マスカレイドミラージュ
作詞：上松範康、作曲・編曲：藤田淳平
2. 公演前トーク「大きな子供と小さな大人」
3. 劇団シャイニング「マスカレイドミラージュ」
4. マスカレイドミラージュ（off vocal）

#### 天下無敵の忍び道
第2弾公演。忍者をテーマとした公演を収録している。また、2017年6月から7月まで今作を原作とする舞台「天下無敵の忍び道」が上演された。
チャート成績
1月28日付のオリコンデイリーランキングでは2位にランクイン。翌日の1月29日には1位にランクインし、うたプリのアルバムとしては初のデイリー1位獲得となった。2月10日付のオリコン週間ランキングでは初動3.5万枚で2作連続となる週間2位にランクインした。
サウンドスキャンの週間ランキングでは初の1位を獲得した。また、ビルボードのTop Albumsにおいても初の1位を獲得した。
収録曲
1. 天下無敵の忍び道
作詞・作曲：上松範康、編曲：Evan Call
2. 公演前トーク「楽屋に見参！忍者隊」
3. 劇団シャイニング「天下無敵の忍び道」
4. 天下無敵の忍び道（off vocal）

#### JOKER TRAP
第3弾公演。スパイをテーマとした公演を収録している。
チャート成績
2月25日付のオリコンデイリーランキングでは2位にランクイン。翌日の2月26日には1位にランクインした。3月10日付のオリコン週間ランキングでは初動4.3万枚で3作連続となる週間2位にランクインした。
サウンドスキャンの週間ランキングでは2作連続となる1位を獲得した。また、ビルボードのTop Albumsにおいても2作連続の1位を獲得した。
収録曲
1. JOKER TRAP
作詞：上松範康、作曲・編曲：藤間仁
2. 公演前トーク「緊張とオランジェット」
3. 劇団シャイニング「JOKER TRAP」
4. JOKER TRAP（off vocal）

### シアターシャイニング
シャイニング事務所所属アイドル主演の映画とそのテーマソングを収録したドラマCD。いずれも初回限定盤と通常盤の2パターンで発売され、初回限定盤にはブックレットとして映画台本、さらにレプリカチケット、ポスターが収録されている。

#### BLOODY SHADOWS
映画第1弾。吸血鬼をテーマとした映画を収録している。
チャート成績
11月17日付のオリコンデイリーランキングでは2位にランクイン。翌日の11月18日には4位にランクインした。11月30日付のオリコン週間ランキングでは初動2.6万枚で週間4位にランクインした。
収録曲
1. 映画「BLOODY SHADOWS」chapter 01
2. 映画「BLOODY SHADOWS」chapter 02
3. BLOODY SHADOWS
作詞：上松範康、作曲：菊田大介、編曲：藤田淳
4. BLOODY SHADOWS（off vocal）

#### Pirates of the Frontier
映画第2弾。海賊をテーマとした映画を収録している。
チャート成績
12月8日付のオリコンデイリーランキングでは5位にランクイン。12月21日付のオリコン週間ランキングでは初動2.0万枚で週間7位にランクインした。
収録曲
1. 映画「Pirates of the Frontier」chapter 01
2. 映画「Pirates of the Frontier」chapter 02
3. Pirates of the Frontier
作詞：上松範康、作曲：藤田淳平、編曲：Evan Call
4. Pirates of the Frontier（off vocal）

#### エヴリィBuddy!
映画第3弾。刑事をテーマとした映画を収録している。
チャート成績
12月22日付のオリコンデイリーランキングでは4位にランクイン。2016年1月4日付のオリコン週間ランキングでは初動1.8万枚で週間4位にランクインした。
収録曲
1. 映画「エヴリィBuddy!」chapter 01
2. 映画「エヴリィBuddy!」chapter 02
3. エヴリィBuddy!
作詞：上松範康、作曲：母里治樹、編曲：藤間仁
4. エヴリィBuddy!（off vocal）

#### ポラリス
映画第4弾。近未来をテーマとした映画を収録している。
チャート成績
1月12日付のオリコンデイリーランキングでは4位にランクインし、翌日の1月13日付では4,761枚を売り上げ3位にランクインした。1月25日付のオリコン週間ランキングでは初動2.1万枚で週間4位にランクインした。
収録曲
1. 映画「ポラリス」chapter 01
2. 映画「ポラリス」chapter 02
3. ポラリス
作詞・作曲：上松範康、編曲：岩橋星実
4. ポラリス（off vocal）

### Shining Masterpiece Show

#### Lost Alice
| #         | タイトル                                              | 作詞      | 作曲      | 編曲      | 時間  |
| --------- | ----------------------------------------------------- | --------- | --------- | --------- | ----- |
| 1.        | 「Lost Alice」                                        | 上松範康  | 菊田大介  | 菊田大介  | 3:42  |
| 2.        | 「Shining Masterpiece Show「Lost Alice」 chapter 01」 |           |           |           | 26:46 |
| 3.        | 「Shining Masterpiece Show「Lost Alice」 chapter 02」 |           |           |           | 25:50 |
| 4.        | 「Lost Alice」(off vocal)                             |           |           |           | 3:40  |
| 合計時間: | 合計時間:                                             | 合計時間: | 合計時間: | 合計時間: | 59:58 |

#### トロワ-剣と絆の物語-
| #         | タイトル                                                        | 作詞      | 作曲      | 編曲      | 時間  |
| --------- | --------------------------------------------------------------- | --------- | --------- | --------- | ----- |
| 1.        | 「トロワ」                                                      | 上松範康  | 藤間仁    | 藤間仁    | 3:55  |
| 2.        | 「Shining Masterpiece Show「トロワ-剣と絆の物語-」 chapter 01」 |           |           |           | 36:16 |
| 3.        | 「Shining Masterpiece Show「トロワ-剣と絆の物語-」 chapter 02」 |           |           |           | 30:49 |
| 4.        | 「トロワ」(off vocal)                                           |           |           |           | 3:52  |
| 合計時間: | 合計時間:                                                       | 合計時間: | 合計時間: | 合計時間: | 74:52 |

#### リコリスの森
| #         | タイトル                                                | 作詞      | 作曲      | 編曲      | 時間  |
| --------- | ------------------------------------------------------- | --------- | --------- | --------- | ----- |
| 1.        | 「リコリスの森」                                        | 上松範康  | 藤田淳平  | 藤田淳平  | 3:45  |
| 2.        | 「Shining Masterpiece Show「リコリスの森」 chapter 01」 |           |           |           | 29:57 |
| 3.        | 「Shining Masterpiece Show「リコリスの森」 chapter 02」 |           |           |           | 34:41 |
| 4.        | 「リコリスの森」(off vocal)                             |           |           |           | 3:43  |
| 合計時間: | 合計時間:                                               | 合計時間: | 合計時間: | 合計時間: | 72:06 |

### 「HEAVEN SKY」エピソードCD
2017年11月1日発売。ドラマパートは「HEAVEN SKY」の制作秘話、HE★VENSの日常風景を描いている。
収録曲
1. HEAVEN SKY [3:50]
歌：鳳瑛一（緑川光）、皇綺羅（小野大輔）、帝ナギ（代永翼）、鳳瑛二（内田雄馬）、桐生院ヴァン（高橋英則）、日向大和（木村良平）、天草シオン（山下大輝）
作詞：織田あすか、作曲・編曲：藤間仁
ロックテイストの曲[66]。
2. オーディオドラマ Jacket Shooting [12:37]
3. オーディオドラマ Lyrics & Recording [10:29]
4. HEAVEN SKY（off vocal）

## サウンドトラック
『サウンドの☆プリンスさまっ♪』は、2010年6月30日に発売されたサウンドトラックである。
同作にはPSPゲーム『うたの☆プリンスさまっ♪』のBGM、主要キャラクター、愛島セシルのゲーム収録曲が収録されている。楽曲はElementsGardenの作曲家が手掛けている。「Welcome to UTA☆PRI world!!」は、PSPゲーム『うたの☆プリンスさまっ♪ MUSIC』のCMソング、オープニングテーマに使用されている。
ディスクジャケットには、音也、真斗、那月、トキヤ、レン、翔が描かれている。
収録曲
| 全作詞・作曲・編曲: 上松範康（一部を除く）。 |                                                    |                        |                        | |      |
| #                                            | タイトル                                           | 作詞                   | 作曲・編曲             | 歌 | 時間 |
| 1.                                           | 「Welcome to UTA☆PRI world!!」(（編曲：母里治樹）) | 上松範康（一部を除く） | 上松範康（一部を除く） | 一十木音也（寺島拓篤） 聖川真斗（鈴村健一） 四ノ宮那月（谷山紀章） 一ノ瀬トキヤ（宮野真守） 神宮寺レン（諏訪部順一） 来栖翔（下野紘） | 4:26 |
| 2.                                           | 「citrus♪skip」                                    | 上松範康（一部を除く） | 上松範康（一部を除く） | | 1:49 |
| 3.                                           | 「CURE☆POP☆ORANGE」                                | 上松範康（一部を除く） | 上松範康（一部を除く） | | 1:53 |
| 4.                                           | 「Logical Day Dream」                              | 上松範康（一部を除く） | 上松範康（一部を除く） | | 1:45 |
| 5.                                           | 「Summer Shower Station」                          | 上松範康（一部を除く） | 上松範康（一部を除く） | | 1:50 |
| 6.                                           | 「つま弾きのsky green」                            | 上松範康（一部を除く） | 上松範康（一部を除く） | | 1:53 |
| 7.                                           | 「pink almond vacation」                           | 上松範康（一部を除く） | 上松範康（一部を除く） | | 1:53 |
| 8.                                           | 「引き寄せられたgraphite」                         | 上松範康（一部を除く） | 上松範康（一部を除く） | | 1:52 |
| 9.                                           | 「風薫るturquoise」                                | 上松範康（一部を除く） | 上松範康（一部を除く） | | 1:27 |
| 10.                                          | 「cafe au lait TIME」                              | 上松範康（一部を除く） | 上松範康（一部を除く） | | 1:50 |
| 11.                                          | 「しのび足のclare」                                | 上松範康（一部を除く） | 上松範康（一部を除く） | | 1:57 |
| 12.                                          | 「悪戯なcoral red」                                | 上松範康（一部を除く） | 上松範康（一部を除く） | | 1:52 |
| 13.                                          | 「DOUBLE×old lilac」                               | 上松範康（一部を除く） | 上松範康（一部を除く） | | 1:22 |
| 14.                                          | 「無敵のsunshine yellow」                          | 上松範康（一部を除く） | 上松範康（一部を除く） | | 1:56 |
| 15.                                          | 「wistaria eyes」                                  | 上松範康（一部を除く） | 上松範康（一部を除く） | | 1:51 |
| 16.                                          | 「胸に広がるcloud」                                | 上松範康（一部を除く） | 上松範康（一部を除く） | | 1:32 |
| 17.                                          | 「saxe blueな雨模様」                              | 上松範康（一部を除く） | 上松範康（一部を除く） | | 1:56 |
| 18.                                          | 「真摯なsignal red」                               | 上松範康（一部を除く） | 上松範康（一部を除く） | | 1:59 |
| 19.                                          | 「battleship gray」                                | 上松範康（一部を除く） | 上松範康（一部を除く） | | 1:52 |
| 20.                                          | 「caramelグラデーション」                          | 上松範康（一部を除く） | 上松範康（一部を除く） | | 2:08 |
| 21.                                          | 「strawberryのささやき」                           | 上松範康（一部を除く） | 上松範康（一部を除く） | | 1:59 |
| 22.                                          | 「snow whiteの足跡」                               | 上松範康（一部を除く） | 上松範康（一部を除く） | | 1:59 |
| 23.                                          | 「blue blue wing」                                 | 上松範康（一部を除く） | 上松範康（一部を除く） | | 2:01 |
| 24.                                          | 「まっすぐのびたscarlet」                          | 上松範康（一部を除く） | 上松範康（一部を除く） | | 0:49 |
| 25.                                          | 「indigoに響く夢」                                 | 上松範康（一部を除く） | 上松範康（一部を除く） | | 1:01 |
| 26.                                          | 「双眸に映すforest green」                         | 上松範康（一部を除く） | 上松範康（一部を除く） | | 0:46 |
| 27.                                          | 「black crystalの輝き」                            | 上松範康（一部を除く） | 上松範康（一部を除く） | | 0:45 |
| 28.                                          | 「jaune brillantの素顔」                           | 上松範康（一部を除く） | 上松範康（一部を除く） | | 0:54 |
| 29.                                          | 「舞い踊るpowder pink」                            | 上松範康（一部を除く） | 上松範康（一部を除く） | | 0:53 |
| 30.                                          | 「DESTINY SONG」(作編曲：藤間仁)                   | 上松範康（一部を除く） | 上松範康（一部を除く） | 愛島セシル（鳥海浩輔） | 4:30 |

## ラジオCD
| 題名                                                                                 | 参加者                                                                               | 発売日         | 収録内容 |
| ------------------------------------------------------------------------------------ | ------------------------------------------------------------------------------------ | -------------- | --- |
| DJCD「鈴村&下野のキスよりすごい うた☆プリ放送室」第1巻                               | 鈴村健一 下野紘 谷山紀章 寺島拓篤                                                    | 2010年10月27日 | 『鈴村&下野のキスよりすごい うた☆プリ放送室』のラジオCD。 本放送の第1回から第6回までのダイジェスト、新規録り下ろし回が収録されている。              |
| お前のハートを愛で温めてあげる冬のDJCD「鈴村＆下野のキスよりすごい うた☆プリ放送室」 | 鈴村健一 下野紘 谷山紀章                                                             | 2012年1月25日  | ラジオ『鈴村&下野のキスよりすごい うた☆プリ放送室』のラジオCD。 本放送の第7回から第14回までのダイジェスト、新規録り下ろし回が収録されている。       |
| DJCD「鈴村＆下野の共に愛を奏でる うた☆プリ放送室Debut」Vol.1                         | 鈴村健一 下野紘                                                                      | 2012年4月25日  | 「鈴村＆下野の共に愛を奏でる うた☆プリ放送室Debut」のラジオCD。 本放送の第1回、第2回、第5回の一部コーナー、ならびに新規録り下ろし回を収録。         |
| DJCD「鈴村＆下野の共に愛を奏でる うた☆プリ放送室Debut」Vol.2                         | 鈴村健一 下野紘 諏訪部順一 前野智昭                                                  | 2012年7月25日  | 「鈴村＆下野の共に愛を奏でる うた☆プリ放送室Debut」のラジオCD。 本放送の第9回から第12回の一部コーナー、おたより紹介、および新規録り下ろし回を収録。 |
| 君に捧げる愛のDJCD「鈴村＆下野の2人でも うた☆プリ放送局All Star」                    | 鈴村健一 下野紘 寺島拓篤                                                             | 2013年1月30日  | 「鈴村＆下野の2人でも うた☆プリ放送局All Star」のラジオCD。                                                                                         |
| DJCD 鈴村&下野の愛を届ける うた☆プリ放送局 Vol.1                                     | 鈴村健一 下野紘 鳥海浩輔 谷山紀章                                                    | 2013年12月25日 | 「鈴村＆下野の愛を届ける うた☆プリ放送局」のラジオCD。                                                                                              |
| DJCD 鈴村&下野の愛を届ける うた☆プリ放送局 Vol.2                                     | 鈴村健一 下野紘 森久保祥太郎                                                         | 2014年4月23日  | 「鈴村＆下野の愛を届ける うた☆プリ放送局」のラジオCD。2013年12月27日に配信された【メガネ＆水着爆破】の様子を収めた特典DVDも付属している。           |
| DJCD-ROM 鈴村&下野のうた☆プリ放送局 MEMORIAL BOX                                     | 鈴村健一 下野紘 寺島拓篤 谷山紀章 諏訪部順一 鳥海浩輔 森久保祥太郎 蒼井翔太 前野智昭 | 2018年9月28日  | 「鈴村&下野のうた☆プリ放送室&放送局」の音源全50回をCD-ROM4枚組でBOX化。既存のDJCDには収録されていない未収録トークも含まれている。                   |
| DJCD「鈴村＆下野の帰ってきた！ うた☆プリ放送局」                                     | 鈴村健一 下野紘 寺島拓篤 谷山紀章 緑川光                                             | 2019年4月24日  | 「鈴村＆下野の帰ってきた！ うた☆プリ放送局」のラジオCD。2019年1月27日開催の「鈴村＆下野のうた☆プリ放送局 はじめての公開収録」の模様も完全収録。     |
| DJCD「HE★VENS RADIO～Go to heaven～」Vol.1                                           | 緑川光 内田雄馬 代永翼 高橋英則 山下大輝                                             | 2019年7月24日  | 「HE★VENS RADIO～Go to heaven～」のラジオCD。 |
| DJCD「HE★VENS RADIO～Go to heaven～」Vol.2                                           | 緑川光 内田雄馬 代永翼 高橋英則 小野大輔 木村良平 杉田智和                           | 2019年8月23日  | 「HE★VENS RADIO～Go to heaven～」のラジオCD。 |
| DJCD「HE★VENS RADIO～Go to heaven～」Vol.3                                           | 緑川光 内田雄馬 代永翼 高橋英則 小野大輔 木村良平                                    | 2020年5月27日  | 「HE★VENS RADIO～Go to heaven～」のラジオCD。 |
| DJCD「鈴村＆下野のうた☆プリ放送局～10th Anniversary～」                              | 鈴村健一 下野紘 鈴木達央 宮野真守                                                    | 2020年9月30日  | 「鈴村＆下野のうた☆プリ放送局～10th Anniversary～ 第1回～第3回」のラジオCD。                                                                        |
| DJCD「QUARTET NIGHT SQUARE」                                                         | 森久保祥太郎 鈴木達央 蒼井翔太 前野智昭                                              | 2020年10月28日 | 「QUARTET NIGHT SQUARE」のラジオCD。 |
| DJCD「HE★VENS RADIO～Go to 2nd heaven～」                                            | 緑川光 内田雄馬 小野大輔 木村良平 山下大輝 高橋英則                                  | 2020年11月20日 | 「HE★VENS RADIO～Go to 2nd heaven～ 第1回～第3回」のラジオCD。                                                                                      |

## BD、DVD特典CD

### アニメ第1期
Original Soundtrack Vol.1（第1巻特典CD）
1. DREAM SENSATION
2. cherry blossoms in full bloom
3. 瞳の奥の prelude
4. 対角線上のコントラスト
5. 天使のはしご
6. 奏ル春
7. ぶつかる視線と足音と
8. 見失いがちな answer
9. 絶対禁止のトライアル
10. Go SIGN!
11. Let's! SHINING☆WORLD
12. ぜんまい仕掛けのあわてうさぎ
13. Starting Waltz
14. ぬくもりが帰る場所

Original Soundtrack Vol.2（第2巻特典CD）
1. 淡雪の恋
2. 無邪気な仔猫のたーん
3. 気まぐれマイペース
4. daily topping
5. ユビサキの温度
6. 背中合わせのinteraction
7. for Dear...
8. Sentimental Memory
9. Project typhoon
10. 雫と波紋と涙雨
11. 絡みついた糸
12. Playing notes
13. ピュアな流線形
14. 優しい風の贈り物
15. Nostalgic Melody

Original Soundtrack Vol.3（第3巻特典CD）
1. STAR skyrocket
2. Light Up Reception
3. そして明日の鐘が鳴る
4. afternoon carnival
5. タイムラグメトロノーム
6. グロッケンとピーコック
7. がけっぷち〜The die is cast.〜
8. 月の裏側、太陽の欠片
9. tone down
10. 邂逅のパッセージ
11. 蒼穹のアクアリウム

Original Soundtrack Vol.4（第4巻特典CD）
1. オルフェ −for Piano−
2. 追憶 〜Amazing Grace〜
3. 無邪気 〜ブルグミュラー25の練習曲より〜
4. もう一度... 〜Twinkle, Twinkle, Little Star〜
5. その手を離さない
6. マジLOVE1000% −for Piano−
7. 早乙女学園合唱部唱歌
8. 晴天☆OHA♪YAHHO（TV size）
歌：HAYATO（宮野真守）
  - テレビアニメ『うたの☆プリンスさまっ♪ マジLOVE1000%』第6話挿入歌

第5巻特典CD
1. マジLOVE1000% 〜2012MIX〜
歌：ST☆RISH【一十木音也（寺島拓篤）、聖川真斗（鈴村健一）、四ノ宮那月（谷山紀章）、一ノ瀬トキヤ（宮野真守）、神宮寺レン（諏訪部順一）、来栖翔（下野紘）】
作詞・作曲：上松範康、編曲：藤間仁
2. マジLOVE1000%&アイドルソング スペシャルメドレー

第6巻特典CD
全作詞：上松範康
1. 迷子のココロ
歌：七海春歌（沢城みゆき）
作曲・編曲：藤田淳平
  - テレビアニメ『うたの☆プリンスさまっ♪ マジLOVE1000%』第9話、第12話挿入歌
2. マジLOVE1000% -with piano- [TV size]
歌：ST☆RISH【一十木音也（寺島拓篤）、聖川真斗（鈴村健一）、四ノ宮那月（谷山紀章）、一ノ瀬トキヤ（宮野真守）、神宮寺レン（諏訪部順一）、来栖翔（下野紘）】
作曲：上松範康、編曲：藤間仁
  - テレビアニメ『うたの☆プリンスさまっ♪ マジLOVE1000%』第10話挿入歌
3. 未来地図 -a cappella- [TV size]
歌：ST☆RISH【一十木音也（寺島拓篤）、聖川真斗（鈴村健一）、四ノ宮那月（谷山紀章）、一ノ瀬トキヤ（宮野真守）、神宮寺レン（諏訪部順一）、来栖翔（下野紘）】
作曲・編曲：中山真斗
  - テレビアニメ『うたの☆プリンスさまっ♪ マジLOVE1000%』第13話挿入歌

### アニメ第2期
第1巻特典CD
1. ポワゾンKISS
歌：QUARTET NIGHT【寿嶺二（森久保祥太郎）、黒崎蘭丸（鈴木達央）、美風藍（蒼井翔太）、カミュ（前野智昭）】
作詞・作曲：上松範康、編曲：藤田淳平
  - テレビアニメ『うたの☆プリンスさまっ♪ マジLOVE2000%』第1話挿入歌
2. ポワゾンKISS 〜instrumental〜

オリジナルサウンドトラック Vol.1（第2巻特典CD）
1. はじまりが聴こえる
2. Battle × Passion
3. Stand up against
4. 曇りなき眼で
5. 君がため
6. 哀...切々と
7. いばらの道
8. あいまい EXIT
9. Medley of Rainbow☆Star

オリジナルサウンドトラック Vol.2（第3巻特典CD）
1. 世界にひとつのSCALE
2. 囀りとこだま
3. 花びらの絨毯
4. ピチカート．スピン
5. TRY ENTRY
6. ワンコイン．ダンス
7. Japan Boys Collection
8. 夕焼けshot
9. SHINING CALL
10. そのくちびるに罠の香り
11. Judge of Mask
12. ここにいるから
13. 七つ星 -マジLOVE2000%-

オリジナルサウンドトラック Vol.3（第4巻特典CD）
1. Eternity Sea
2. ミューズの戯れ
3. 流星行進曲
4. ないしょのこんぺいとう
5. あしぶみ競争曲
6. 微炭酸フロート
7. PiyoPiyoPi!〜ピヨちゃんのたまご〜
8. シリウスのおしゃべり
9. 光のベール
10. Brandnew Star -マジLOVE2000%-
11. 愛のREINCARNATION
歌：愛島セシル（鳥海浩輔）
作詞：上松範康、作曲・編曲：藤間仁
  - テレビアニメ『うたの☆プリンスさまっ♪ マジLOVE2000%』第2話挿入歌
12. ピヨちゃんのうた
歌：四ノ宮那月（谷山紀章）
作詞：上松範康、作曲・編曲：菊田大介
  - テレビアニメ『うたの☆プリンスさまっ♪ マジLOVE2000%』第7話挿入歌

オリジナルサウンドトラック Vol.4（第5巻特典CD）
1. Fairy catch
2. 青空Snapping!
3. 夢見心地な音符
4. 迷子のかくれんぼ
5. 音風景
6. No.1へのOverture
7. HE★VENS Invitation
8. Enter RAGING
9. 終章へのカウントダウン
10. Key to a glory
11. Happy☆パルス -マジLOVE2000%-
12. うた☆プリアワード
13. マジLOVE2000% -with piano- [TV size]
歌：ST☆RISH【一十木音也（寺島拓篤）、聖川真斗（鈴村健一）、四ノ宮那月（谷山紀章）、一ノ瀬トキヤ（宮野真守）、神宮寺レン（諏訪部順一）、来栖翔（下野紘）、愛島セシル（鳥海浩輔）】
作詞・作曲：上松範康、編曲：藤間仁
  - テレビアニメ『うたの☆プリンスさまっ♪ マジLOVE2000%』第9話挿入歌
14. 夢追人へのSymphony -for piano-

第6巻特典CD
1. HE★VENS GATE
歌：HE★VENS【鳳瑛一（緑川光）、皇綺羅（小野大輔）、帝ナギ（代永翼）】
作詞：上松範康、作曲・編曲：藤間仁
  - テレビアニメ『うたの☆プリンスさまっ♪ マジLOVE2000%』第12話挿入歌
2. HE★VENS GATE 〜instrumental〜

第7巻特典CD
1. Shining Star Xmas
歌：シャイニング・スターズ（ST☆RISH＆QUARTET NIGHT）

### アニメ第4期
第1巻特典CD
1. 夢を歌へと…!
歌：ST☆RISH QUARTET NIGHT HE★VENS
作詞・作曲：上松範康、       編曲：藤永龍太郎 藤田淳平 藤間仁

第6巻特典CD
1. 「WE ARE ST☆RISH!!」
歌：ST☆RISH（一十木音也・聖川真斗・四ノ宮那月・一ノ瀬トキヤ・神宮寺レン・来栖 翔・愛島セシル／CV：寺島拓篤・鈴村健一・谷山紀章・宮野真守・諏訪部順一・下野 紘・鳥海浩輔）
作詞・作曲：上松範康（Elements Garden）
編曲：岩橋星実（Elements Garden）

### 劇場版
マジLOVEキングダム　初回限定盤封入CD
1. マジLOVEキングダム（フルサイズ）
歌：ST☆RISH QUARTET NIGHT HE★VENS
作詞・作曲：上松範康（Elements Garden）
編曲：岩橋星実（Elements Garden）

1. Welcome to UTA☆PRI KINGDOM（フルサイズ）
歌：ST☆RISH QUARTET NIGHT HE★VENS
作詞・作曲：上松範康（Elements Garden）
編曲：都丸椋太（Elements Garden）

## その他

### ささやきCD 〜Sweet Holiday〜
キャラクターが恋人同士になった設定で3通りの各キャラクターのボイスが収録されている。ディスクジャケットには七海春歌が描かれている。
収録曲
1. 絶好のジョギング日和!
声：一十木音也（寺島拓篤）
2. 夕暮れの海辺で
声：一十木音也（寺島拓篤）
3. 君とずっと一緒にいられますように
声：一十木音也（寺島拓篤）
4. 添い寝してやろうか?
声：聖川真斗（鈴村健一）
5. 今日はお前の誕生日
声：聖川真斗（鈴村健一）
6. ご褒美のキス
声：聖川真斗（鈴村健一）
7. さぁ、起きて。僕だけの天使
声：四ノ宮那月（谷山紀章）
8. 映画よりも……僕だけを見て欲しい
声：四ノ宮那月（谷山紀章）
9. ぎゅってさせてください
声：四ノ宮那月（谷山紀章）
10. 何の夢を見ているんです?
声：一ノ瀬トキヤ（宮野真守）
11. ふたりでショッピング
声：一ノ瀬トキヤ（宮野真守）
12. 私の腕の中で…
声：一ノ瀬トキヤ（宮野真守）
13. 朝からドキドキさせすぎちゃったかな
声：神宮寺レン（諏訪部順一）
14. ロマンチックなレストランで
声：神宮寺レン（諏訪部順一）
15. 君の全てが愛しくてたまらない
声：神宮寺レン（諏訪部順一）
16. もうちょっと、寝かしといてやるか
声：来栖翔（下野紘）
17. 遊園地デート
声：来栖翔（下野紘）
18. お前が寝るまで、ずっと抱きしめとく!
声：来栖翔（下野紘）
19. おはよう…My princess
声：愛島セシル（鳥海浩輔）
20. ワタシの幸福は常にアナタの傍に…
声：愛島セシル（鳥海浩輔）
21. もっと…ワタシの傍へ。
声：愛島セシル（鳥海浩輔）